# 8مم (فلم)
8 مم (بالإنجليزية: 8mm) هو فيلم أمريكي من نوع الإثارة والغموض؛ أنتج عام 1999. الفيلم للمخرج جويل شوماخر والكاتب أندرو كيفين وكر. وهو من بطولة نيكولاس كيج في دور محقق خاص الذي دخل عالم أفلام الرعب.

## طاقم التمثيل
- نيكولاس كيج (في دور: توم ويليس)
- خواكين فينيكس (في دور: ماكس كاليفورنيا)
- جيمس غاندولفيني (في دور: ايدي بول)
- بيتر ستورمار (في دور: دينو فيلفيت)
- أنتوني هيلد (في دور: دانيل لونغديل)
- كريس باور (في دور: جورج أنتوني)
- كاثرين كينر (في دور: ايمي ويليس)
- نورمان ريدوس (في دور: وارين أنديرسون)
- ميرا كارتر (في دور: السيدة كريستيان)
- ايمي مورتون (في دور: جانيت ماثيوز)

## الجوائز
- في عام 1999: تم ترشيح الفيلم في مهرجان برلين السينمائي الدولي (التاسع والأربعون) للحصول على جائزة الدب الذهبي.[2]
- في عام 1999: جائزة الصوف الذهبي.

## وصلات خارجية
- مقالات تستعمل روابط فنية بلا صلة مع ويكي بيانات